# Associatie van Surinaamse fabrikanten
De Associatie van Surinaamse fabrikanten (ASFA/Asfa) is een Surinaamse ondernemersvereniging die op 25 september 1980 werd opgericht. Ze is gevestigd in Paramaribo en heeft een nevenvestiging. De voorzitter is Wilgo Bilkerdijk die samen met de ondervoorzitter Rudy Soekhlal, de secretaris Rene Gosen en de commissaris Marjorie Renardus het bestuur vormt (stand 2020).
In de jaren 1980, na de militaire staatsgreep, nam de VSB uit naam van het bedrijfsleven deel aan verschillende regeringen. Naast het kabinet-Radhakishun waren dat ervoor ook al de kabinetten Udenhout I en II.
De Asfa behartigt de belangen van nationale producenten en bevordert in Suriname gefabriceerde producten. Daarnaast richt het zich op productiecontinuïteit en kwaliteitsverbetering van de productie. Ze ijvert het voor de erkenning van het keurmerk "Made in Suriname" waarbij toegelaten producten eerst een kwaliteitsproces doorgaan moeten hebben. Hiervoor heeft het tot en met 2019 een plan ontwikkeld. Verder vraagt en haalt de associatie advies bij de Surinaamse regering.